# Khandwa (district)
Khandwa, voorheen Oost-Nimar genoemd, is een district van de Indiase staat Madhya Pradesh. Het district telt 1.708.170 inwoners (2001) en heeft een oppervlakte van 10.779 km².
Hoofdstad: Bhopal
Districten: